# فيل مونرو
فيل مونرو (بالإنجليزية: Phil Monroe)‏ هو رسام رسوم متحركة ومخرج أمريكي، ولد في 31 أكتوبر 1916 في لونغ بيتش في الولايات المتحدة، وتوفي في 13 يوليو 1988 في لوس أنجلوس في الولايات المتحدة.

## وصلات خارجية
- فيل مونرو على موقع IMDb (الإنجليزية)
- فيل مونرو على موقع ألو سيني (الفرنسية)
- فيل مونرو على موقع قاعدة بيانات الفيلم (الإنجليزية)